# Cities: Skylines II
Cities: Skylines II è un videogioco gestionale sviluppato da Colossal Order e pubblicato da Paradox Interactive per Microsoft Windows, Xbox Series X/S e PlayStation 5. È il seguito di Cities: Skylines, pubblicato nel 2015 e facente parte della stessa serie di Cities in Motion 2. Cities: Skylines II riprende le meccaniche di simulazione e city-building introdotte dal predecessore, migliorando gli aspetti economici e la personalizzazione.
Annunciato il 6 marzo 2023 al Paradox Announcement Show, la pubblicazione è stata prevista per il 24 ottobre dello stesso anno. Il 28 settembre 2023, attraverso il sito della Paradox Interactive e le pagine social, la società annuncia un posticipo della pubblicazione del gioco su Xbox e PlayStation 5 alla primavera 2024, confermando la data di uscita del 24 ottobre 2023 esclusivamente per la versione PC su Microsoft Windows.

## Modalità di gioco
Il gioco espande le modalità presenti nel capitolo precedente, con una particolare ottimizzazione del sistema di modding e delle meccaniche legate all'economia e i trasporti. Sono inoltre previste opzioni di personalizzazione più avanzate e un miglioramento nelle costruzioni.
Il limite di caselle acquistabili per la costruzione della propria città è stato inoltre innalzato a 150, un significativo aumento rispetto alle 9 di Cities: Skylines (aumentabili a 25 con la versione Remastered e a 81 con delle apposite mod create dalla community di Steam).
Come anticipato dal trailer di annuncio e dagli obiettivi sbloccabili su Xbox, sarà introdotto per la prima volta il ciclo delle stagioni nella mappa di gioco, nonché nuovi disastri come le infestazioni di ratti e le tempeste di grandine.

## Sviluppo
Cities: Skylines II è stato svelato il 6 marzo 2023, come programma del Paradox Announcement Show 2023. In aggiunta al gioco base, è già previsto il rilascio di otto pacchetti di contenuti scaricabili separati, tra cui il set di San Francisco, il pacchetto di risorse Beach Properties, due pacchetti di creazione di contenuti, l'espansione Bridges & Ports e tre stazioni radio nell'opzione Ultimate Edition sul App di distribuzione online per Windows, Xbox e PlayStation.
Cities: Skylines II continua a utilizzare il motore Unity, come il suo predecessore. A differenza del primo gioco, Cities: Skylines II era originariamente previsto per il lancio sia su computer che su console contemporaneamente, ma il 28 settembre 2023 Paradox Interactive annunciò che le versioni per console non sarebbero state spedite come previsto il 24 ottobre e che il loro rilascio era stato posticipato alla primavera del 2024. Hanno inoltre annunciato che i preordini per le versioni della console sarebbero stati chiusi e che tutti i preordini esistenti sarebbero stati rimborsati agli acquirenti.

### Modifiche dell'utente
Colossal Order ha anche dichiarato nell'ottobre 2023 che mentre il gioco supporterebbe le modifiche dell'utente come con l'originale, le mod sarebbero state rese disponibili solo tramite la libreria Paradox Mods, che consente il supporto multipiattaforma, piuttosto che tramite Steam Workshop che il primo gioco aveva utilizzato. Una modifica dell'utente in Cities: Skylines II può aggiungere contenuto o modificare il comportamento del gioco sovrascrivendo il codice. Ciò consente agli utenti di modificare impostazioni e meccaniche che altrimenti non potrebbero essere modificate nel gioco, nonché di aggiungere più mappe o più risorse

## Espansioni
- Landmark Buildings: (24 ottobre 2023), Introduce 9 nuovi edifici storici e la mappa di Tampere.
- San Francisco: (24 ottobre 2023), Include il Golden Gate Bridge, il garage per muscle car e la mappa di San Francisco.
- Beach Properties: (25 marzo 2024), Include molti edifici in stile lungomare.
- Deluxe Relax Station: (25 marzo 2024), Introduce 16 nuovi brani musicali.

## Accoglienza
| Testata                          | Versione | Giudizio           |
| -------------------------------- | -------- | ------------------ |
| Metacritic (media al 19-10-2023) | PC       | 74/100             |
| Game Informer                    | -        | 7.5/10             |
| GamesRadar+                      | -        | [ 14 ]             |
| GameStar                         | -        | 74%                |
| IGN                              | -        | 6/10 8/10 (Italia) |
| PC Gamer                         | -        | 77%                |
| PC Games                         | -        | 6/10               |
| PCGamesN                         | -        | 7/10               |
| Shacknews                        | -        | 8/10               |
| VideoGamer.com                   | -        | 8/10               |

Cities: Skylines II ha ricevuto recensioni "misti o nella media" dalla critica, secondo il sito web aggregatore di recensioni Metacritic. Il gioco è stato nominato come "Miglior gioco di simulazione/strategia" ai Game Awards 2023.
Leana Hafer di IGN ha affermato che, sebbene abbia nuovi sistemi divertenti, il gioco può migliorare con i contenuti post-lancio, affermando che "sembra di giocare a una beta o a un gioco ad accesso anticipato molto precoce". Ed Smith di PCGamesN descrive come il gameplay pacifico iniziale abbia lasciato il posto a "frustrazione e rabbia suprema". Nella sua recensione di Cities: Skylines II, che assegna al gioco un punteggio di sette su dieci, conclude: "Qualcosa di personale si perde nella sua scala più ampia mentre i problemi di prestazioni ne rovinano la bellezza, ma un giorno questo potrebbe diventare il gioco di costruzione di città superiore." Smith ha paragonato Skylines II a SimCity (2013), affermando che entrambi i giochi presentavano problemi di giocabilità e prestazioni simili.

### Problemi tecnici
Nei giorni successivi al lancio, il gioco ha ricevuto recensioni "misti" da parte dei giocatori, con la maggior parte dei revisori che hanno criticato i vari problemi di prestazioni del gioco e i bug evidenti.